# Pontos extremos da Bulgária

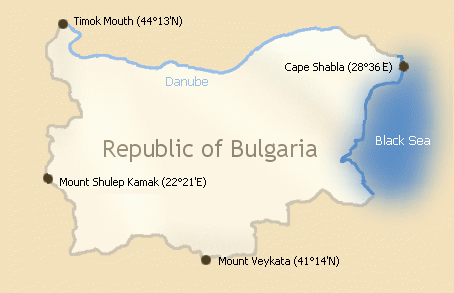
Pontos extremos da Bulgária

Esta é a lista dos Pontos extremos da Bulgária, onde estão as localidades mais ao norte, sul, leste e oeste no território búlgaro.

## Latitude e longitude
- Ponto mais setentrional: confluência dos rios Danúbio e Timok, província de Vidin (44° 13′ N, 22° 40′ L)
- Ponto mais meridional: monte Veykata, província de Kardzhali[1] (41° 14′ N, 25° 16′ L)
- Ponto mais ocidental: monte Shulep Kamak, província de Kyustendil[2] (42° 18′ N, 22° 21′ L)
- Ponto mais oriental: cabo Shabla, província de Dobrich. (43° 42′ N, 28° 36′ L)

## Altitudes
- Ponto mais alto: monte Musala, província de Sófia, 2.925 m (42° 11′ N, 23° 35′ L)
- Ponto mais baixo: mar Negro, 0 m